# Ähnliche Fensterspinne
Die Ähnliche Fensterspinne oder Haus-Finsterspinne (Amaurobius similis) ist eine Webspinne aus der Familie der Finsterspinnen (Amaurobiidae). Die Bezeichnung Ähnliche Fensterspinne rührt daher, dass sie der nah verwandten und besser bekannten Fensterspinne (Amaurobius fenestralis) sehr ähnlich ist. Das drückt sich auch in dem wissenschaftlichen Artnamen similis aus, was im Deutschen so viel wie „ähnlich“ oder „gleich“ heißt. Der zweite Trivialname, Haus-Finsterspinne, deutet sowohl auf die Zugehörigkeit zur Familie der Finsterspinnen als auch auf die Synanthropie der Art hin, die sie oft in die Nähe menschlicher Behausungen führt.

## Merkmale

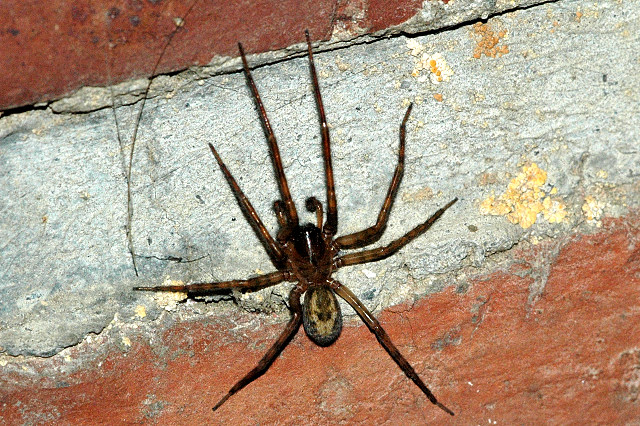
Männchen

Das Weibchen der Ähnlichen Fensterspinne erreicht eine Körperlänge von neun bis zwölf, das Männchen eine von sechs bis acht Millimetern. Beide Geschlechter besitzen eine braune Grundfärbung. Dabei ist das Prosoma hell bis stark dunkel rotbraun gefärbt, wobei dieses von vorne nach hinten heller wird. Exemplare, deren Prosoma heller gefärbt sind, besitzen hier sichtbare Radiärstreifen. Sternum und Carapax besitzen eine gleiche Farbgebung wie der Prosoma und die Cheliceren sind ebenfalls rotbraun gefärbt. Der Opisthosoma ist bei beiden Geschlechtern braun bis dunkelbraun, wobei beim Männchen jedoch hier die Grundfarbe wie die Farbmuster insgesamt etwas dunkler ausfallen. Auf der vorderen Dorsalseite des Opisthosomas befindet sich ein dunkler und fast bis zur Mitte reichender Längsfleck. Umgeben ist dieser von einer gelbbraunen Zeichnung, die hinten weiter ausladend ist und über die Mitte des Opisthosomas hinausragt. Direkt dahinter schließt sich nicht selten eine mehr oder weniger deutliche braune bis dunkelbraune Winkelzeichnung an. Zusätzlich bilden manchmal weiße Härchen hinter der ersten Winkelzeichnung eine weitere kleinere. Die Beine der Ähnlichen Fensterspinne sind rotbraun, wobei die Färbung bedingt auch heller ausfallen kann. Darüber hinaus besitzen die Beine dunklere und undeutliche Ringel und eine Bedeckung vieler Härchen. Wie alle Finsterspinnen verfügt auch die Ähnliche Fensterspinne über ein Cribellum.

### Ähnliche Arten

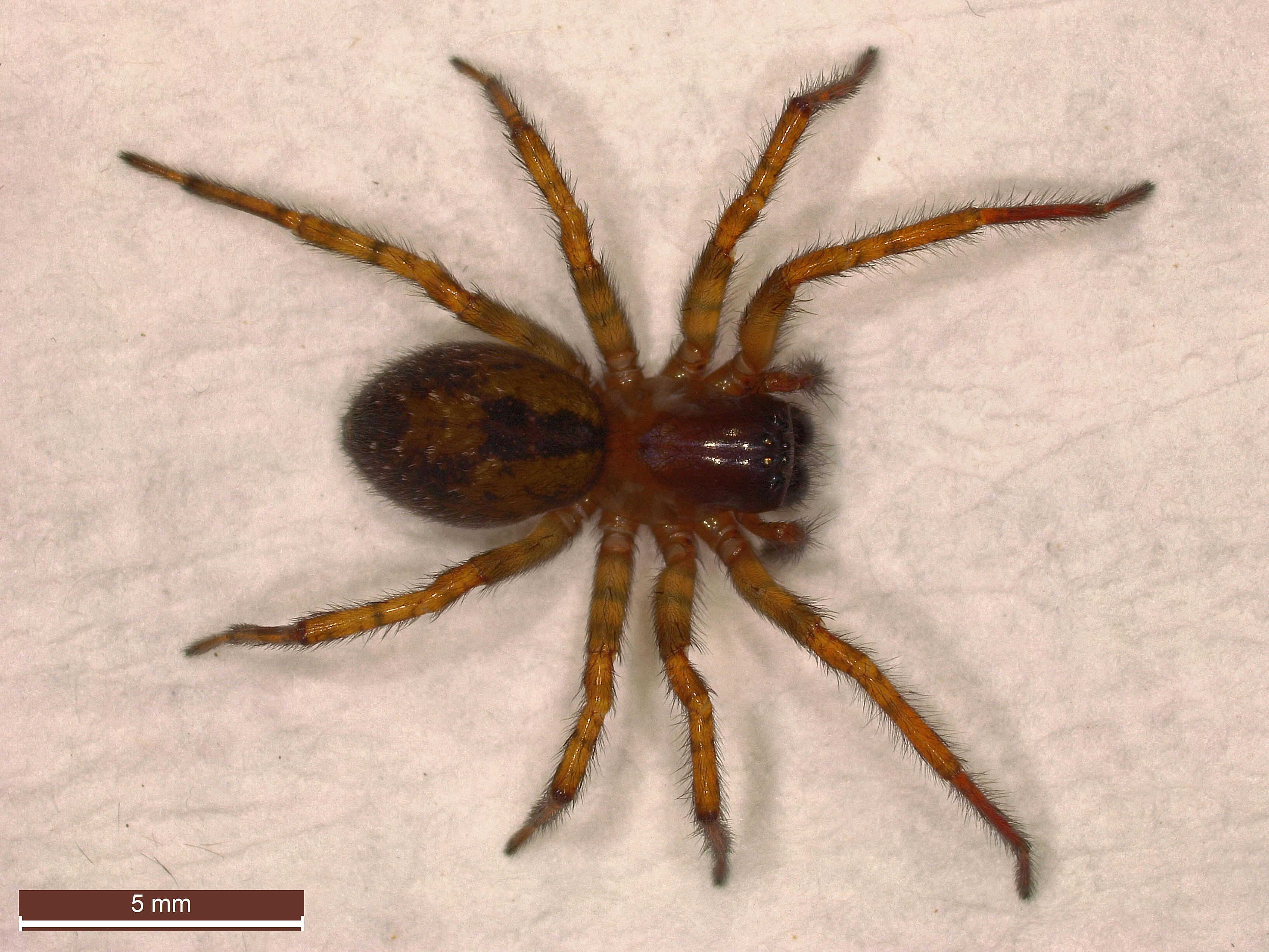
Weibchen der Fensterspinne (Amaurobius fenestralis), mit der die Ähnliche Fensterspinne eng verwandt ist.

Besonders hervorzuheben ist die starke Ähnlichkeit mit der bereits erwähnten Fensterspinne. Von dieser unterscheidet sich die Ähnliche Fensterspinne unter anderem durch den dunklen Fleck, der bei der Schwesterart in der Mitte nicht aufgehellt ist und zusätzlich durch die Körperlänge, die bei der Ähnlichen Fensterspinne größer ausfallen kann. Eine sichere Möglichkeit zur Unterscheidung bilden jedoch nur genitalmorphologische Merkmale beider Arten.

## Vorkommen
Die Ähnliche Fensterspinne ist in Europa und in Kaukasien natürlich verbreitet, während sie in Nordamerika eingeführt wurde. Der Verbreitungsschwerpunkt der Art befindet sich jedoch in West- und in Nordwesteuropa. Dort bewohnt die Art verschiedene Wälder und Strauchlandschaften genauso wie Ruderalflächen, Parkanlagen, Gärten und Steinbrüche. In freier Natur ist sie besonders unter Steinen, Totholz, Rinde oder an Spalten jeglicher Art zu finden. Wie die Fensterspinne oder die ebenfalls zur Gattung Amaurobius zählende Kellerspinne (Amaurobius ferox) kann die Ähnliche Fensterspinne zusätzlich auch in den Bereichen menschlicher Siedlungen und somit als teilweise synanthropisch lebende Art in Kellern, an Gemäuern oder auch an Fenstern angetroffen werden.

### Bedrohung und Schutz
Die Ähnliche Fensterspinne ist je nach Gebietslage unterschiedlich häufig anzutreffen. In Westeuropa etwa ist sie häufig vertreten, während sie im Osten scheinbar gänzlich fehlt. Verglichen mit der Fensterspinne oder der Kellerspinne findet man die Art selten. Von der IUCN wird ihre Gefährdung nicht bewertet.

## Lebensweise

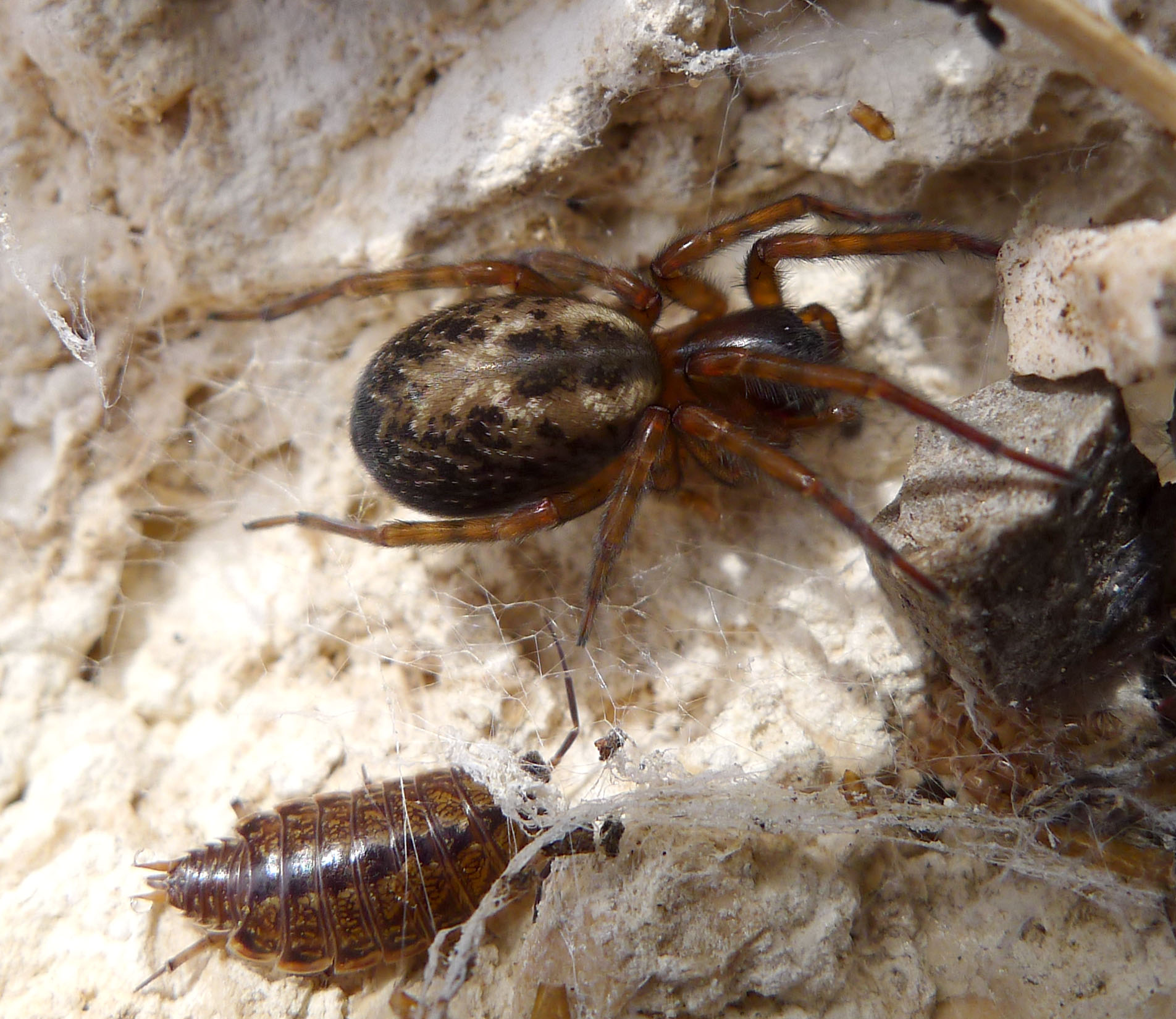
Weibchen in seinem Netz, darunter eine Landassel.

Wie alle Finsterspinnen legt die Ähnliche Fensterspinne für den Fang von Beutetieren ein Spinnennetz, bestehend aus einem flächigen und unregelmäßig strukturierten Gespinst aus cribellaten und bläulich erscheinenden Fangfäden für den eigentlichen Beutefang und einer daran anschließenden Wohnröhre, die als Aufenthaltsort der Spinne dient, an. Sobald ein passendes Beutetier auf das Fangnetz fällt oder dieses passiert, schnellt die Spinne hervor, injiziert dem Beutetier Gift mittels eines Bisses und schleppt dieses nun zurück in die Wohnröhre, um es dort zu verzehren. Das Prinzip des Beutefangs gleicht somit dem anderer trichternetzbauender Spinnen, darunter dem der Trichterspinnen (Agelenidae). In das Beuteschema der Ähnlichen Fensterspinnen fallen überwiegend andere Gliederfüßer, bevorzugt Insekten, Asseln oder auch andere Spinnen. Die nachtaktive Art hält sich tagsüber meist in der Wohnröhre auf. Nachts kann sie auch auf der Netzdecke oder in der Nähe ihres Fangnetzes angetroffen werden.

### Fortpflanzung
Die Paarungszeit der Ähnlichen Fensterspinne ist im Frühjahr. Nach der Begattung bereitet sich das Weibchen im Sommer auf die Eiablage vor, indem es die Wohnröhre seines Netzes zuspinnt. Anschließend fertigt es einen relativ losen Eikokon an und versieht diesen mit 40 Eiern. Der Kokon wird von dem Weibchen bis zum Schlupf der Jungspinnen bewacht, die nach dem Schlupf ihre Mutter verzehren und anschließend die Brutkammer verlassen. Man spricht bei der Verzehr der Mutter von Matriphage. Die Jungtiere erlangen dann im Herbst des zweiten Entwicklungsjahres ihre Geschlechtsreife, ehe sie sich im folgenden Frühjahr verpaaren können. Ausgewachsene Exemplare beider Geschlechter sind ganzjährig anzutreffen, wobei der Großteil der Aktivitätszeit beider Geschlechter besonders auf Herbst und bei Weibchen zusätzlich auf das Frühjahr beschränkt ist. Die maximale Lebensdauer der Ähnlichen Fensterspinne beträgt zwei Jahre.

## Bissunfälle und Giftigkeit
Die Ähnliche Fensterspinne ist in der Lage, den Menschen zu beißen. Bissunfälle der wenig aggressiven Art ereignen sich jedoch seitens dieser nur in größter Not, etwa, wenn die Spinne gequetscht wird. Der Biss selber verläuft meist ohne gesundheitlich relevante Symptome. Im Bereich der Bisswunde tritt eine für zwölf Stunden andauernde Schwellung an, die mitunter verglichen mit der Wirkung des eigentlichen Bisses recht schmerzhaft sein kann. In einem Fall wurde bei einem Bissopfer, das in den Arm gebissen wurde, dort ein Taubheitsgefühl vermerkt, das nach einer Stunde abklang.

## Systematik
1861 von John Blackwall als Ciniflo similis erstbeschrieben, erhielt die Ähnliche Fensterspinne bereits 1868 von Carl Ludwig Koch erstmals die noch heute geltende Bezeichnung Amaurobius similis. Anschließend erhielt die Art von verschiedenen Autoren besonders nach Geschlecht jeweilige Synonyme. Zwei weitere Bezeichnungen für die Art waren Callobius alaskanus (1947) von Ralph Vary Chamberlin und die erneut aufgegriffene Erstbezeichnung Ciniflo similis (1951) von George Hazelwood Locket und Alfred Frank Millidge. Hermann Wiehle führte die Ähnliche Fensterspinne 1953 wieder als Amaurobius similis. Seitdem wird diese Bezeichnung für die Art durchgehend verwendet.

## Galerie

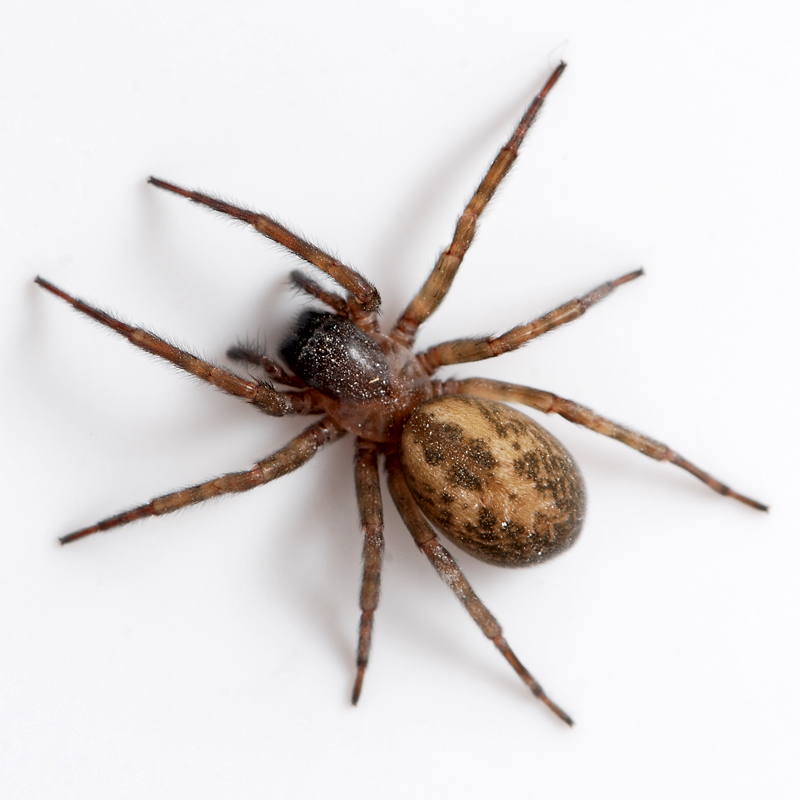
Draufsicht eines Weibchens
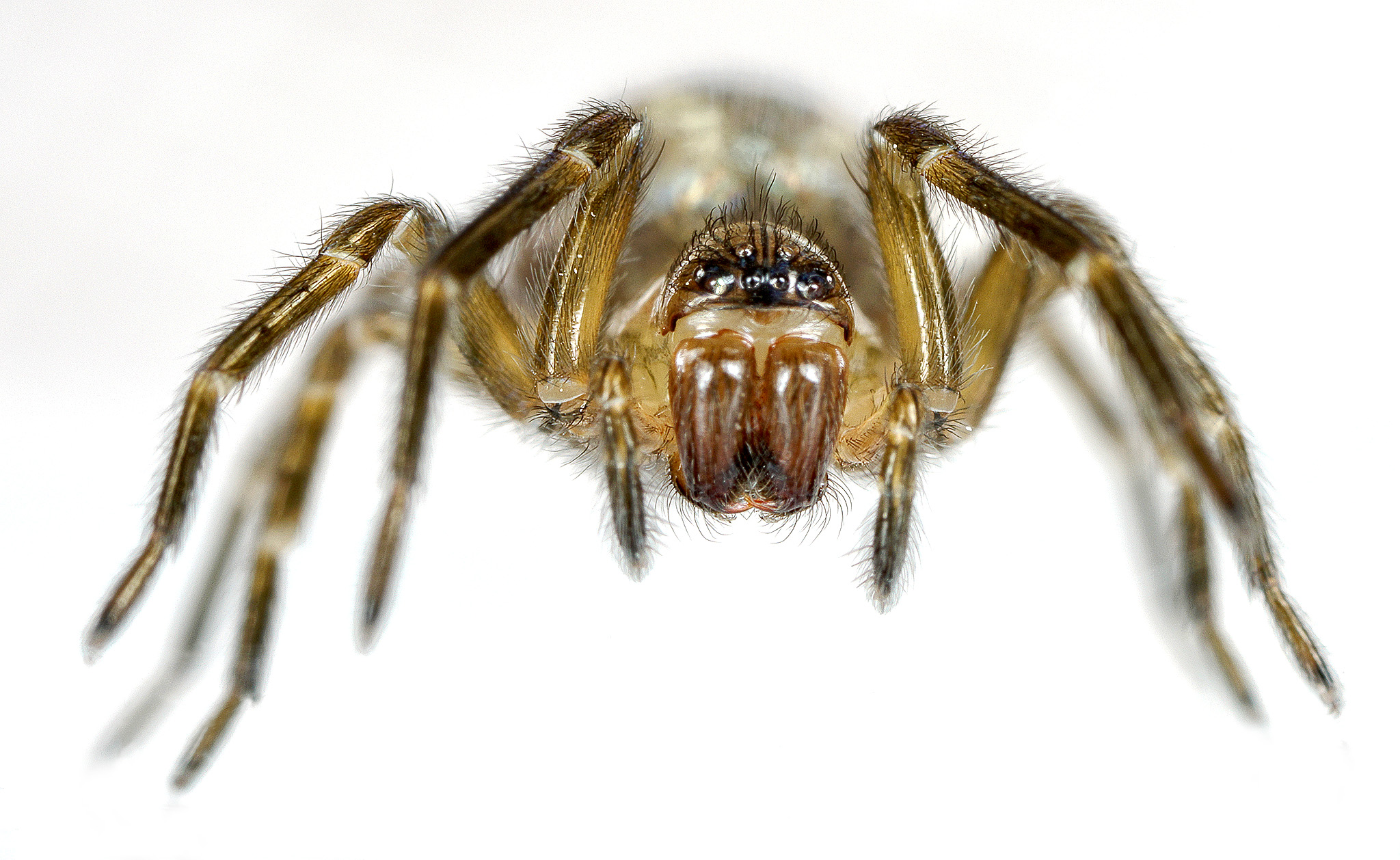
Frontalansicht eines Weibchens
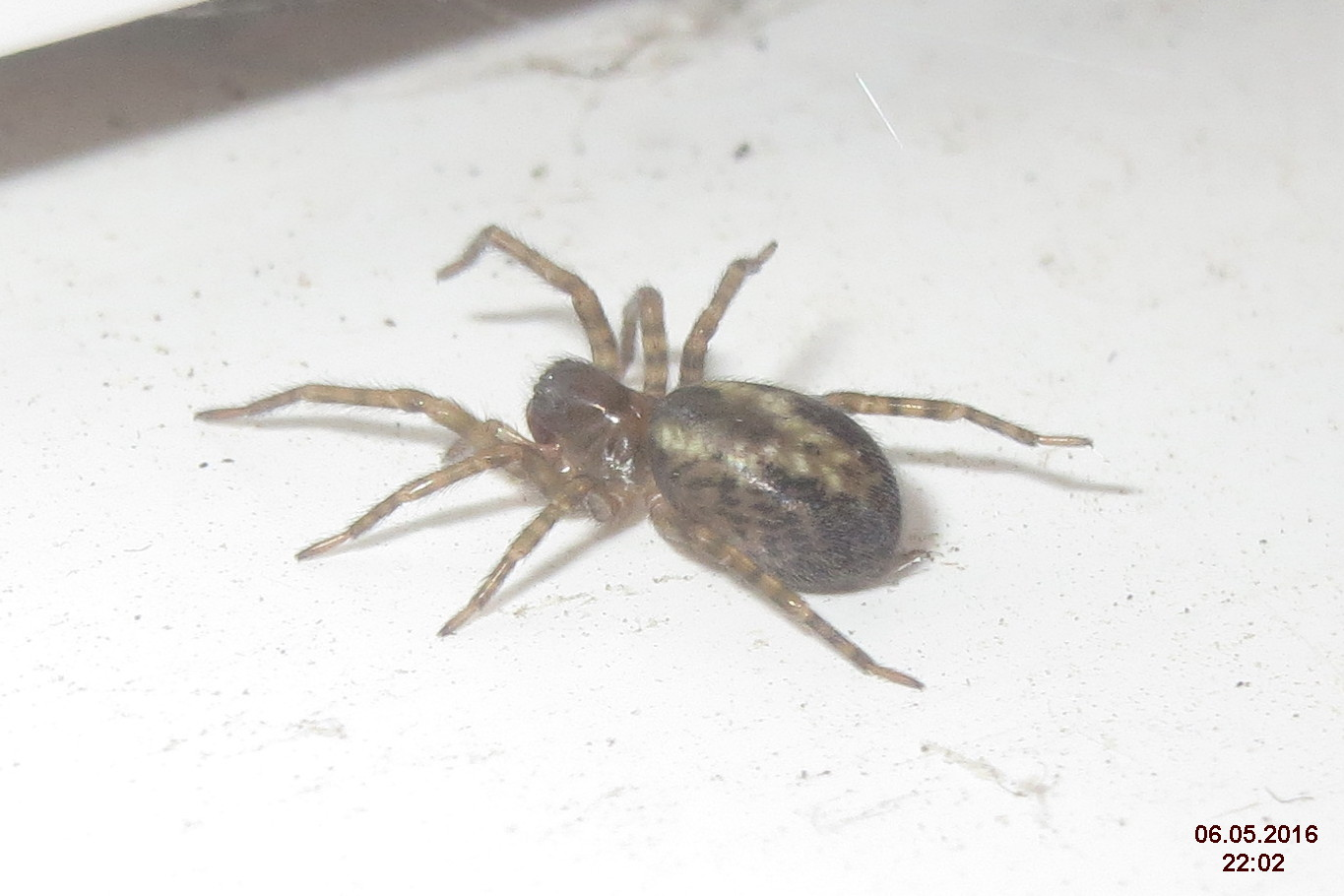
Rückansicht eines Weibchens
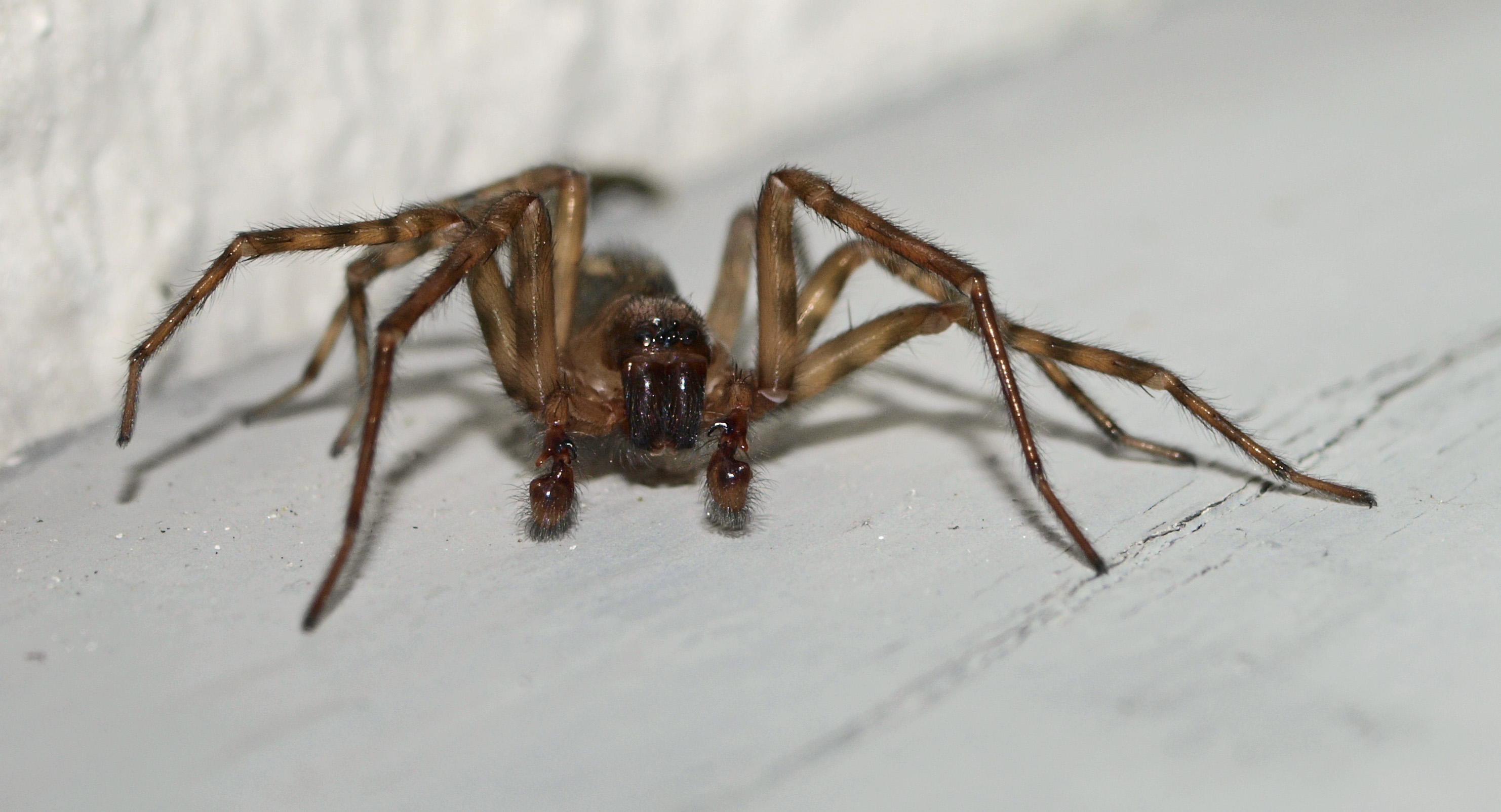
Frontalansicht eines Männchens
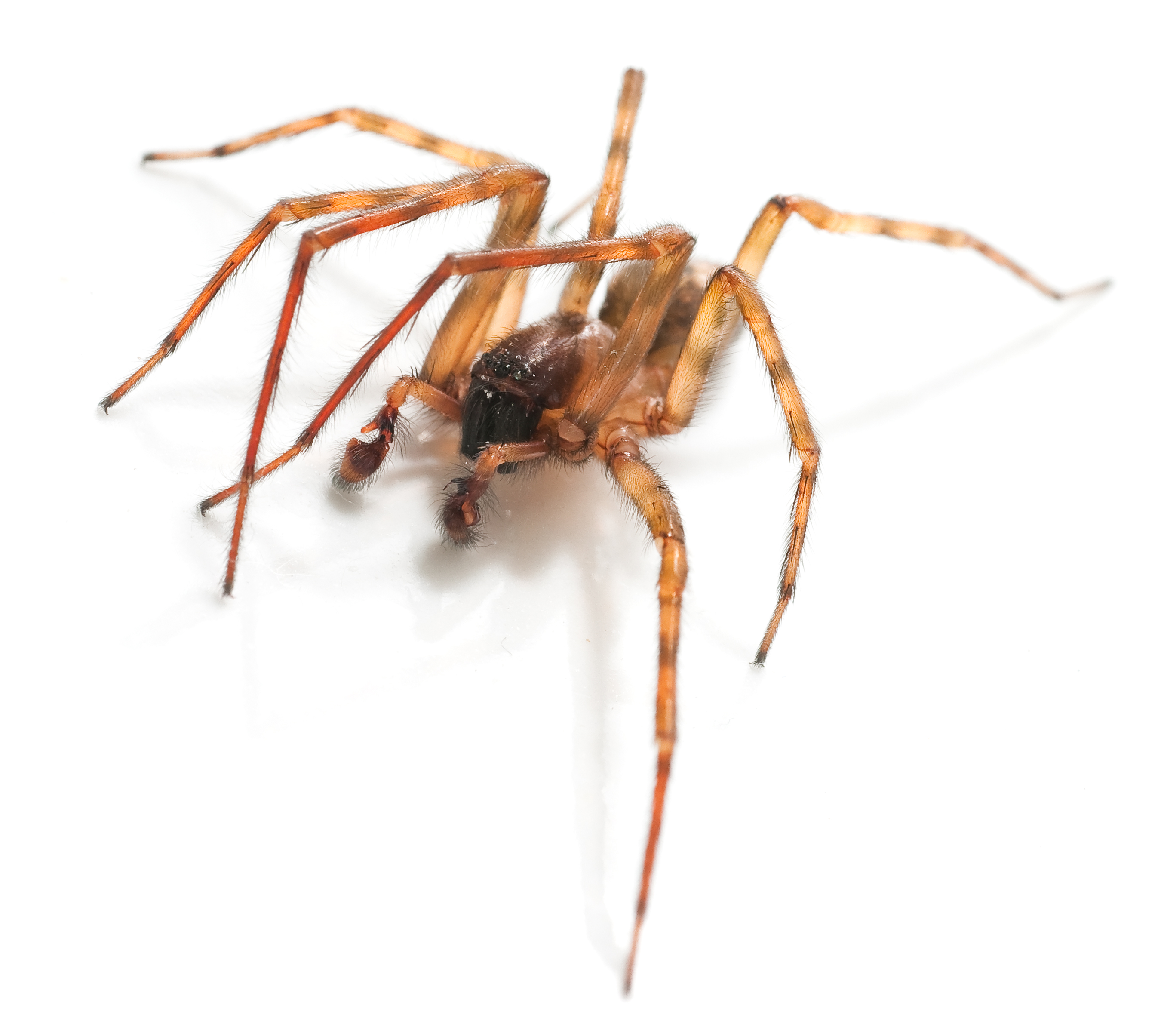
Detailaufnahme eines Männchens